# Басет
Кучетата от породата Басет (Basset Hound) са късокраки и принадлежат на семейството на ловджийските кучета. Те се ориентират отлично по миризми. Името на породата произлиза от френското „bas“, което означава нисък.

## Темперамент
Басетите са много спокойни кучета, подходящи за компаньони. Те са ососбено лоялни, добронамерени и емоционални. Сред непознати Басетите са приятелски настроени и предразположени за нови контакти. Поради това са изключително подходящи за семейства с деца и други домашни любимци. Всъщност, ако се налага да оставите Басета сам, компанията на друг домашен любимец ще го забавлява. Басетите мразят да бъдат сами. Както Бийгълите, така и Басетите могат да бъдат превъзбудени и да лаят при среща с нов човек или с други кучета.
Басетите обичат храната и са по-малко енергични в сравнение с други породи, но ще се упражняват с удоволствие ако им дадете шанс. Повечето Басети обичат дейностите, които използват тяхната вродена ерудиция, като дългите разходки или екскурзиите. Обичат детективски игри, които им позволяват да използват силния си нос.
Както другите ловджийски породи, Басетите често са трудни за дресиране. Повечето се подчиняват на обучение чрез поощрение с лакомства, но бързо ще „забравят“ командата, ако не им се предложи лакомството.
Породата има силен ловджийски инстинкт и ще преследва или следва миризма, ако му се отдаде такава възможност. Трябва да бъдат научени да се връщат при повикване; в случай, че се провалят в това обучение, трябва да бъдат разхождани на каишка.
Басетите вият и лаят, когато искат нещо или за да съобщят, че нещо не е наред. Те използват също и тихо мърморещо скимтене за да привлекат внимание, което повечето стопани определят като „говорене“. Това скимтене кучетата използват за да се помолят (за храна или внимание) и вариращата му сила зависи от индивидуалността на кучето.

## История
Басетите са порода с френски произход, потомци на Кръвоследник Сейнт Хуберт (St. Hubert's Hound), куче подобно на днешния Блъдхаунд (Bloodhound). Монасите от манастира Св. Хуберт в средновековна Франция искали късокрако куче, способно да души под храсти и гъсти гори, тъй като ловът бил класически спорт по това време. И двете породи Басет и Кръвоследник Сейнт Хуберт (Блъдхаунд) преследват, но не убиват плячката. Басетите първоначално се използвали за лов на земеровани и диви зайци. За първи път думата Басет е употребена за обозначаване на порода куче през 1585 г. в илюстриран текст за лова.
Ранните Френски басети силно приличали на Basset Artésien Normand, порода която съществува и до днес. Basset Artésien Normand е една от шестте разпознати породи Френски басет. Произхожда от Артоа и Нормандия около 1600 г. Нормандският басет прилича много на Басет (Basset Hound), но е по-лек. Нормандските басети са къси, с прави крака, тялото им е два пъти по-дълго от височината. Главата им е овална. Шията им е с малка гуша, мускулите са гладки с умерено количество гънки. Гръдният кош е с ясно изразена гръдна кост. Козината им е много къса, двуцветна: жълто-кафяво и бяло, или трицветна: жълто-кафяво, черно и бяло, с бели крака.
По-късно Нормандския басет (Basset Artésien Normand) е развит в две насоки, ловни кучета с прави крака и кривокраки, с увиснали очи – компаньони и кучета за развлечение. Френският селекционер на породата Леон Верие установява днешния стандарт, който комбинира характеристиките и на двете разновидности.
Тъй като много късокраки кучета по това време са наричани Басет, а и поради липсата на писмени източници, трудно е да се определи коя от всички породи е в кръвна връзка с днешните Басети (Basset Hound). Вярва се, че маркиз дьо Лафайет внася породата в САЩ като подарък за Джордж Вашингтон.
Във Франция Басетите получават забележителна популярност по времето на Император Наполеон III (1852 – 1870 г.). През 1853 г. Емануел Фремие, водещ скулптор по онова време, показва бронзови скулптури на Басетите на Император Наполеон III. Десет години по-късно басетите добиват широка международна популярност на Парижко изложение за кучета. По това време има два вида Басети: с рунтава козина (Basset Griffon) и късокосмести басети (Basset Français).
През 1866 г., Лорд Гелуей внася двойка Басети в Англия. През 1874 г. породата е представена на широката общественост от Сър Еверет Милейс. Породата е призната в Англия през 1882 г., а през 1884 г. се сдобива със собствен клуб, година по-късно породата е приета в САЩ. Настоящият стандарт за породата е одобрен през 1964 г.

## Продължителност на живота
Средната продължителност на живота на Басетите е 10.7г. (UK), което е типичната средна продължителност на живота на чистокръвните кучета от породи с подобни размери. Най-старото куче от порода Басет е починало през 2020 на 19.5г. (Великобритания). Най-честите прични за смъртта, според данните от клуба на породата във Великобритания, са рак и ракови заболявания (45%), старост (25%), подуване/усукване (15%) и сърдечни проблеми (8%).

## Заболеваемост
Най-честите здравословни проблеми при породата Басет са дерматологични (дерматити), репродуктивни, артрити, осакатяване и стомашни (колити и др.). Басетите страдат също от глаукома, проблеми с крайниците и др.
За тази порода е характерно предразположение към тазобедрена дисплазия и стомашна дилатация и синдром на волвулус (превъртане на стомаха).